# Classe Bouïan
Les corvettes de classe Bouïan (en russe : Буян) ont été conçues par Zelenodolsk Conception et désignées Projet 21630 par le Gouvernement russe.
C'est l'une des plus récentes classes de corvettes de la Marine russe. Le premier navire de sa classe, le Astrakhan, a été mis en service en septembre 2006, et affecté à la Flottille de la Caspienne.

## Description
En août 2010, des informations sur le nouveau Projet 21630 ont été publiées. Le premier navire de ce projet, le Grad Sviajsk, a été lancé le 27 août 2010. Cette évolution provient du précédent Projet 21630 « Bouïan » et est surnommé « Bouïan-M ». Ces navires du Projet 21631 sont affectés à la défense nationale et économique des zones et son but principal est l'engagement de surface de navires de guerre. Ce sont des navires modernes armés de missiles, d'artillerie et équipés de contre-mesures électroniques. Les corvettes de la classe Bouïan-M peuvent être armées avec le missile Kalibr capable d'emporter des charges nucléaires (nom de code OTAN Sizzler) avec une portée revendiquée d'environ 1 500 km.
Le chantier naval va construire cinq navires, y compris le premier, depuis qu'un contrat a été approuvé par le ministère de la Défense russe, le 26 mai 2010,.
L'une des variantes d'exportation du Projet 21630, appelée Projet 21632 « Tornado », va être achetée par le Kazakhstan[Quand ?].

## Les navires
| Nom                  | Projet         | Base navale       | Construction                 | Lancement      | Mise en service                  | Flotte                    | Statut |
| -------------------- | -------------- | ----------------- | ---------------------------- | -------------- | -------------------------------- | ------------------------- | ------ |
| Astrakhan            | 21630 Bouïan   | Saint-Pétersbourg | 30 janvier 2004              | 7 octobre 2005 | 1er septembre 2006               | Flottille de la Caspienne | Active |
| Volgodonsk           | 21630 Bouïan   | Saint-Pétersbourg | 25 février 2005              | 6 mai 2011     | 28 décembre 2011                 | Flottille de la Caspienne | Active |
| Makhatchkala         | 21630 Bouïan   | Saint-Pétersbourg | 24 mars 2006                 | 27 avril 2012  | 4 décembre 2012                  | Flottille de la Caspienne | Active |
| Grad Sviajsk         | 21631 Bouïan-M | Zelenodolsk       | 27 août 2010                 | 9 mars 2013,   | 27 juillet 2014                  | Flottille de la Caspienne | Active |
| Ouglitch             | 21631 Bouïan-M | Zelenodolsk       | 22 juillet 2011              | 10 avril 2013  | 27 juillet 2014                  | Flottille de la Caspienne | Active |
| Veliki Oustioug (ru) | 21631 Bouïan-M | Zelenodolsk       | 27 août 2011                 | 21 mai 2014    | 19 décembre 2014,                | Flottille de la Caspienne | Active |
| Zeliony Dol          | 21631 Bouïan-M | Zelenodolsk       | 29 août 2012,                | 2 avril 2015   | 12 décembre 2015                 | Flotte de la Baltique     | Active |
| Serpoukhov (ru)      | 21631 Bouïan-M | Zelenodolsk       | 25 janvier 2013              | 3 avril 2015   | 12 décembre 2015[réf. souhaitée] | Flotte de la Baltique     | Active |
| Vychni Volotchiok    | 21631 Bouïan-M | Zelenodolsk       | 29 août 2013[réf. souhaitée] | 22 août 2016   | 2017                             | Flotte de la Baltique     | Lancé  |
| Orekhovo-Zouïevo     | 21631 Bouïan-M | Zelenodolsk       | 29 mai 2014                  | 2017           |                                  |                           |        |
| Ingouchetia          | 21631 Bouïan-M | Zelenodolsk       | 29 août 2014                 | 2017           |                                  |                           |        |
| Graïvoron            | 21631 Bouïan-M | Zelenodolsk       | 10 avril 2015                | 2018           |                                  |                           |        |

## Service
En octobre 2015, des navires russes ont lancé des missiles de croisière sur des cibles en Syrie. Selon Moscou, les missiles ont volé près de 1 500 km au-dessus de l'Iran et de l'Irak puis ont frappé des cibles en Syrie. Selon le Pentagone, plusieurs de ces missiles de croisière Kalibr-NK tirés depuis ces navires russes se sont écrasés en Iran avant d'atteindre leur cible en Syrie. La télévision iranienne a rapporté qu'un « objet volant non identifié » s'est écrasé et a explosé dans un village près de la ville iranienne de Takab.
Le 25 octobre 2016, les médias annoncent que deux navires (le Zeliony Dol et le Serpoukhov) vont être déployés en mer Baltique.
En avril 2024 en mer Baltique dans la base navale de Baltiisk, un marin russe met le feu à bord du Serpoukhov, à l'aide d'un engin incendiaire. Surnommé « Goga », en désaccord avec la guerre menée en Ukraine, celui-ci avait pris contact avec le renseignement militaire ukrainien (GUR) et accepté de « neutraliser » le navire, lors d'une opération spéciale nommée « Rybalka » [« Pêcheur »]. Il a réussi à prendre la fuite et à rejoindre la légion « Liberté de la Russie », composée de Russes qui combattent du côté ukrainien. Il aurait également livré des « informations secrètes sur la flotte de la Baltique et l’industrie militaire russe ».
Voir aussi
- Liste des navires de la Marine Russe
- Liste des navires de la Russie par numéro de projet